# それいけ!アンパンマン 妖精リンリンのひみつ
『それいけ!アンパンマン 妖精リンリンのひみつ』（それいけアンパンマン ようせいリンリンのひみつ）は2008年（平成20年）7月12日公開の映画『それいけ!アンパンマン』シリーズ通算第20作。同時上映作品は『それいけ!アンパンマン ヒヤヒヤヒヤリコとばぶ・ばぶばいきんまん』。
全日本私立幼稚園連合会、社会福祉法人日本保育協会推薦作品。

## 概要
映画20周年記念作品という事もあってか、監督にはテレビシリーズ及び映画シリーズ初期の監督を務めた永丘昭典が起用された。永丘が映画『それいけ!アンパンマン』の監督を務めるのは、第12作『人魚姫のなみだ』以来8年ぶりとなる。
第1作『キラキラ星の涙』と同じくすなおとこと氷の女王が登場し、微妙に似たような構図が散見される。また、飛行船アンパンマン号が海を移動中にテレビスペシャル『みなみの海をすくえ!』などに登場したバナナ島が少しだけ映る。
TVシリーズの第39話B「アンパンマンとゆうきのはな」というエピソードにも、死神山に勇気の花が咲いているという話があり、本作はそこから膨らませた物語とも言える。
本作からは一部の作品を除き、上映終了時のクレジットが本編映像に挿入されるようになった（本作では勇気の花の横に表示されている）。

## あらすじ
アンパンマンの強さの秘密が、「勇気の花」のジュースにある事を知ったばいきんまん。
ばいきんまんは、たった一人で勇気の花を守っている妖精・リンリンを騙し、台地に咲き誇る花を全滅させてしまった。
アンパンマン達と共に勇気の花を探す冒険に出るリンリンだが、花はなかなか見つからない。
最後の望みを託し、「死神山」へと向かうアンパンマン達。ところがそこへ、新型バイキンメカ「ズダダンダン」に乗ったばいきんまんが現れ…。

## 登場キャラクター（キャスト）
詳細はアンパンマンの登場人物一覧を参照。

### レギュラーキャラクター
アンパンマン
声 - 戸田恵子
顔を取り換えた時劇場11作目「勇気の花がひらくとき」以来9年ぶりでまた3倍状態になった。しかし今回は「元気3倍」から「勇気3倍」であり、前回より少し勇敢に描かれている。また、すなおとこのいる砂漠や氷の女王が住む氷の城まで探し物をした際には、無傷で難を突破した。
ばいきんまん
声 - 中尾隆聖
すなおとこ、氷の女王に続いて、アンパンマンに立ちはだかる。
ジャムおじさん
声 - 増岡弘
バタコさん
声 - 佐久間レイ
めいけんチーズ
声 - 山寺宏一
ドキンちゃん
声 - 鶴ひろみ
いつもの通りばいきんまんと行動していたが、本編後半でしょくぱんまんを守ろうとしたのかジャムおじさん達と一緒に花になり、以降はアンパンマン側に加勢した。
しょくぱんまん
声 - 島本須美
カレーパンマン
声 - 柳沢三千代
メロンパンナ
声 - かないみか
氷漬けになっていたロールパンナを助けた後、クリームパンダと一緒に彼女と穏やかな一時を過ごした。
ロールパンナ
声 - 冨永みーな
2002年の第14作『ロールとローラ うきぐも城のひみつ』以来6年振りに映画のストーリーに関わる事になったが、氷の女王によって氷漬けにされていた。くらやみ谷にも同行するが、ばいきんまんによって花に変身させられ、戦闘には参加していない（劇場版で強制変身させられたのは1999年の第11作『勇気の花がひらくとき』以来である）。本作以降、2013年の第25作『とばせ! 希望のハンカチ』まで映画（本編・同時上映作品共）には登場していない。
クリームパンダ
声 - 長沢美樹
劇場版本編でロールパンナと本格的に共演したのは本作が初である（同時上映作品は2004年の『つきことしらたま 〜ときめきダンシング〜』があるがあまり絡まない）。
ホラーマン
声 - 肝付兼太
いつも通り当初､ばいきんまん達と行動していたが､ドキンちゃんと共に本編後半で花になり、アンパンマン達に加勢する。
どんぶりまんトリオ
3人とも氷の女王によって氷漬けにされていた。氷の女王が倒された為に元に戻り、SLマンと共に帰っていく。
てんどんまん
声 - 坂本千夏
カツドンマン
声 - 三ツ矢雄二
かまめしどん
声 - 山寺宏一
SLマン
声 - 西村朋紘
氷の女王によって氷漬けにされていた。氷の女王が倒された為に元に戻り、どんぶりまんトリオを乗せて帰っていく。
みみせんせい
声 - 滝沢ロコ
カバオくん
声 - 山寺宏一
ピョン吉
声 - 原えりこ
ウサ子
声 - 中村ひろみ
ちびぞうくん
声 - 坂本千夏
かびるんるん
声 - 金田朋子

### ゲストキャラクター
リンリン
声 - 土屋アンナ
勇気の花を守っている妖精の女の子。気が強い性格で、ダンスが得意。首には勇気の花に反応するペンダントをかけていて、背中にはチョウのような羽がある。勇気の花とは一心同体で、なくなるといずれ消えてしまう。ばいきんまんが勇気の花を全滅させたため、別の場所に咲く花を探すことになる。ズダダンダンの攻撃を前にやられそうになるアンパンマンたちを助けるため、自らが巨大な勇気の花となる。その後、花の中から新しい姿で現れた。
バッハッハ
声 - 藤井恒久（日本テレビアナウンサー）
声を演じている藤井の劇場版メイン作品への登場は、『ゴミラの星』以来7年ぶりで、同一キャラクターとしての登場は『つきことしらたま〜ときめきダンシング〜』以来4年ぶり3回目となる。
55ガールズ
声 - go!go!ガールズ
ダンスが上手なサルの三人娘。
ナナッキー
声 - 鈴江奈々（日本テレビアナウンサー）
エレッキー
声 - 葉山エレーヌ（日本テレビアナウンサー）
ミクッキー
声 - 夏目三久（当時日本テレビアナウンサー）

### その他の登場キャラクター
すなおとこ
声 - 玄田哲章
砂漠に潜む大男。勇気の花を探しに来たアンパンマンとリンリンを自分の砂漠を荒らしに来たと思い、一方的に襲う。自分の起こした砂嵐に巻き込まれたところをアンパンマンに助けられ、彼に感謝する。事情を知ってアンパンマン達に自分の持っていた勇気の花を渡すが、花は目の前で消滅してしまった。EDでは、アンパンマン号がパン工場に向かって帰る際に登場する。
氷の女王
声 - 小原乃梨子
氷の国にある氷の城に住む女王。宝石を集めるのが趣味で、勇気の花も持っている。SLマン、どんぶりまんトリオ、ロールパンナを氷漬けにしていた。リンリンに勇気の花が必要だと言われ、アンパンマンに凍ったみんなを解き放してほしいと言われる。受け入れるも、二人をコレクション（氷の像）にすると言い攻撃する。彼らにとって敵の立ち位置になったが、EDでは笑顔でアンパンマン一向を送っている。
雪狼
アンコラ
コアンコラ
ヌラ
サニー姫
マイマイの子供たち
くじらのクータン
イルカのベソ
ルカじいさん
びいだまん
びいたん

## 用語
勇気の花
アンパンマンの勇気の源になっているジュースが採れる花。リンリンがこの花を守っている。
死神山
雲が厚くかかり、岩だらけで少し陰気だが、勇気の花が咲いている場所。映画の最後はリンリンの力で雲が晴れ、緑が生い茂る美しい山に変わった。

### 乗り物
帆船アンパンマン号
従来の飛行船アンパンマン号に、帆船のマストが取り付けられている。
ドキンUFO
熱気球アンパンマン号

#### バイキンメカ
だだんだん（バイキンロボットタイプ）
バイキンUFO
ズダダンダン
右手はドリル（もぐりんの物を流用しており、射出も可能）、左手はハンマーで出来ているロボット。名前の通り、だだんだんを拡張したような形状をしている。7本の角（実は後頭部にもう1本ある）から相手を花に変える光線を発射（原作では相手の体にはまって動けなくさせる輪を発射する）し、空も飛べる。脚部がジェットエンジンになっていて、腕部を収納し、ウィングを出す。ばいきんまん曰く「最強メカ」で、出来によほど自信があるのか、『天下無敵のズダダンダン』というテーマソングまである（曲自体は『つみきの塔』のアレンジで、所々『つみきの塔』と同じような歌詞がある）。勇気の花を求めて死神山に来たアンパンマンたちを攻撃。最後の勇気の花を散らし、カレーパンマンやしょくぱんまん、ロールパンナ、果てにはドキンちゃんやホラーマン、ジャムおじさん達まで花に変え、勇気の花のジュースのないアンパンマンを踏み潰そうとするが、巨大な勇気の花となったリンリンの力でアンパンマンが復活。空中でズダダンパンチを放つが、光り輝くアンパンマンのアンパンチで吹っ飛ばされてしまった。

## スタッフ
- 製作 - 松元理人
- 企画 - 奥田誠治
- 原作 - やなせたかし「ようせいリンリンのひみつ」（フレーベル館刊）
- プロデューサー - 柳内一彦、中谷敏夫、吉野朋子、笠原陽介
- 脚本 - 米村正二
- 音楽 - いずみたく、近藤浩章
- 主題歌 - やなせたかし、三木たかし
- キャラクターデザイン・作画監督 - 前田実
- 美術 - 石垣努、小山田有希
- 色彩設計 - 金井てるみ
- 撮影 - 川田敏寛
- 編集 - 鶴淵和子、鶴淵允寿
- 音響監督 - 山田知明
- 音楽監督 - 鈴木清司
- 音響効果 - 糸川幸良
- 演出 - 山内東生雄
- 文芸担当 - 小野田博之
- 担当プロデューサー - 久保雄輔、岩崎和義
- 監督 - 永丘昭典
- 原画 - 菖蒲隆彦、星名靖男、志村恵美子、清水健一、山内貴美子、一川孝久、阿部純子、とみながまり、山中純子、他
- アニメーション制作 - 東京ムービー
- 協力 - 読売新聞社
- 配給 - 東京テアトル、メディアボックス
- 製作 - アンパンマン製作委員会（日本テレビ、VAP、トムス・エンタテインメント、フレーベル館、やなせスタジオ）

## 楽曲
オープニング『アンパンマンのマーチ』
作詞：やなせたかし、作曲：三木たかし、編曲：大谷和夫、歌：ドリーミング
テーマ曲『勇気の花がひらくとき』
作詞：やなせたかし、作曲：いずみたく、編曲：近藤浩章、歌：ドリーミング
※エンディングでクレジットされていないが、『勇気の花がひらくとき（'99バージョン）』も使用されている。
挿入歌
『リンリンのダンス』
作詞：やなせたかし、作曲：筑間茂之、編曲：坂野慎哉、歌：ドリーミング
『天下無敵のズダダンダン』
作詞：やなせたかし、作曲：いずみたく、編曲：青野ゆかり、歌：中尾隆聖
エンディング『勇気りんりん』
作詞：やなせたかし、作曲：三木たかし、編曲：大谷和夫、歌：ドリーミング

## それいけ!アンパンマン ヒヤヒヤヒヤリコとばぶ・ばぶばいきんまん
『それいけ!アンパンマン 妖精リンリンのひみつ』の同時上映作品。『ばいきんまんと3ばいパンチ』『くろゆき姫とモテモテばいきんまん』に続いてばいきんまんが主役となった同時上映作品。メロンパンナとクリームパンダ､ロールパンナの3人が同時上映に登場しなかったのは『くろゆき姫とモテモテばいきんまん』以来3年ぶりとなる。

### あらすじ
いつものようにアンパンマンに吹っ飛ばされたばいきんまん。強くなる薬を求めてドクター･ヒヤリの城にやってきたが肝心のヒヤリは留守。
そこに現れた助手のヒヤリコが自作の強くなる薬「トテモツヨクナール」を使うが、なんとばいきんまんが赤ちゃんになってしまう結果に。元に戻る薬を作るヒヤリコだが、薬の爆発でついにばいきんまんがヒヤリ城から吹っ飛ばされてしまった。
果たして言葉もしゃべれずハイハイしか出来ないばいきんまんは元に戻れるだろうか？

### 登場キャラクター（キャスト）

#### レギュラーキャラクター
アンパンマン
声 - 戸田恵子
ばいきんまん
声 - 中尾隆聖
ジャムおじさん
声 - 増岡弘
『メロンパンナとあかちゃんまん』では赤ちゃんにされた時は茶髪だったが、本作では白髪のまま。なお両作とも口ひげはなくなっている。
バタコさん
声 - 佐久間レイ
めいけんチーズ
声 - 山寺宏一
ドキンちゃん
声 - 鶴ひろみ
しょくぱんまん
声 - 島本須美
カレーパンマン
声 - 柳沢三千代
ホラーマン
声 - 肝付兼太
『メロンパンナとあかちゃんまん』では赤ちゃんになるのを免れたが、本作ではヒヤリコの薬で赤ちゃんになってしまう。
ドクター・ヒヤリ
声 - 千葉繁
同時上映作品に登場したのは初めて。
ヒヤリのゆうれい

#### ゲストキャラクター
ヒヤリコ
声 - 柳原可奈子
ドクター・ヒヤリの助手の女の子。ヒヤリ城で留守番をしたり色々な薬を研究したりしているが、失敗ばかりでいつもドクター・ヒヤリに怒られている。ばいきんまんに強くなる薬を投与したはずが赤ちゃんにしてしまう。その後、元に戻る薬を作ろうとしたが失敗し、今度はアンパンマン達まで赤ちゃんにしてしまう。

#### その他の登場キャラクター
ほとんどの登場キャラがヒヤリコの薬によって赤ちゃんになってしまうが、やがて元に戻る。ちなみにハンバーガーキッドやかつぶしまん､アンコラが同時上映に登場するのは『つきことしらたま～ときめきダンシング～』以来4年ぶりの登場となる。
カバオくん
声 - 山寺宏一
ピョン吉
声 - 原えりこ
ウサ子
ちびぞうくん
声 - 坂本千夏
どんぶりまんトリオ
てんどんまん
声 - 坂本千夏
カツドンマン
声 - 三ツ矢雄二
かまめしどん
声 - 山寺宏一
かつぶしまん
忍者のニャンジャ
ネギーおじさん
同時上映に登場するのは『怪傑ナガネギマンとドレミ姫』以来5年ぶりだが、ナガネギマンには変身しなかった。
ハンバーガーキッド
声 - 三ツ矢雄二
ピクルス
声 - 山寺宏一
かぜこんこん
赤ちゃんになった時に一度だけ触角が描かれていなかった。
アンコラ
赤ちゃんになっても、コアンコラよりは大きかった。
みみせんせい
クマ太
ブタお
犬のおまわりさん

### 乗り物
アンパンマン号
バイキンUFO
ドキンUFO
ヒヤリUFO
ヒヤリコUFO
花をあしらった、ヒヤリコ専用のピンク色のUFO。マジックハンドを装備している。

### スタッフ
- 製作 - 松元理人、平山博志
- 原作 - やなせたかし（フレーベル館刊）
- プロデューサー - 柳内一彦、中谷敏夫、吉野朋子、笠原陽介
- 脚本 - 金春智子
- 音楽 - いずみたく、近藤浩章
- キャラクターデザイン - 前田実
- 作画監督 - 伊東絵美
- 美術監督 - 光元博行
- 色彩設計 - 平山礼子
- 撮影監督 - 大坪聡
- 編集 - 鶴淵允寿、鶴淵和子
- 音響監督 - 山田知明
- 音楽監督 - 鈴木清司
- 音響効果 - 糸川幸良
- 演出 - 佐々木奈々子
- 文芸担当 - 小野田博之
- 担当プロデューサー - 久保雄輔、岩崎和義
- 監督 - 矢野博之
- 原画 - 伊東絵美、伊東誠
- アニメーション制作 - 東京ムービー
- 製作 - バップ

### 楽曲
エンディング『ヒヤ ヒヤ ヒヤリコ』
作詞：やなせたかし、作曲・編曲：青野ゆかり、歌：ドリーミング
エンディングアニメーションは薬を除き無色化したラストシーンが左側に表示され、上下には赤ちゃん化した本作の登場人物がよちよち歩く。最後はラストシーンの前に現れたドクター・ヒヤリをヒヤリコが追い出す。
なお、ドクター・ヒヤリのキャラクターソングは存在せず、助手のヒヤリコのみ持ち歌がある状態である。
挿入歌『ドキンのララバイ』
作詞：やなせたかし、作曲・YORI、編曲：杉本洋祐、歌：鶴ひろみ
赤ちゃんばいきんまんを拾ったときにドキンちゃんが歌った（このとき、ドキンちゃんは拾った赤ちゃんがばいきんまんだと気づいていない）。